# Dorf (Oberstdorf)
Dorf (mundartlich: Dorfʰ) ist ein Gemeindeteil der Marktgemeinde Oberstdorf im bayerisch-schwäbischen Landkreis Oberallgäu.

## Geographie
Der Ort liegt circa 2,5 Kilometer nordwestlich des Hauptorts Oberstdorf am Ochsenberg. Dorf grenzt an den Ort Tiefenbach und wird daher mittlerweile diesem zugeordnet. 

## Ortsname
Der Ortsname deutet auf ein Dorf hin.

## Geschichte
Das ursprüngliche Dorf Tiefenbach wurde im Jahr 1775 durch die Vereinödung aufgelöst. Lediglich einige Häuser bei der Kirche blieben bestehen. Einige ausgelagerten Gebäude entwickelten sich zu diesem Ortsteil. 1875 wurden 13 Gebäude mit 55 Einwohnern in Dorf gezählt. Seit 1950 wird Dorf wieder dem Ortsteil Tiefenbach zugeordnet.